# Szablon funkcji
Szablon funkcji lub funkcja szablonowa – jeden z dwóch rodzajów szablonów w języku programowania C++, dzięki któremu możliwe jest automatyczne generowanie nowych funkcji.

## Ogólny przykład
```
 
template
 
<
class
 
T
>
 
// deklaracja funkcji szablonowej

 
T
 
add
 
(
T
 
par1
,
 
T
 
par2
)

 
{

    
return
 
par1
 
+
 
par2
;

 
}
 

 

 
int
 
main
()
 

 
{

    
int
 
a
 
=
 
5
;

    
int
 
b
 
=
 
8
;

    
int
 
c
 
=
 
add
<
int
>
 
(
a
,
 
b
);

    
float
 
d
 
=
 
3
;

    
float
 
e
 
=
 
4
;

    
float
 
f
 
=
 
add
<
float
>
 
(
d
,
 
e
);

    
return
 
0
;

 
}

```

Powyżej znajduje się deklaracja funkcji szablonowej. Funkcja int main() zawiera dwa wywołania funkcji add<int>. Podczas kompilacji generowane są dwie funkcje o tej nazwie, ale z różnymi sygnaturami. Parametry szablonu podawane są w nawiasach trójkątnych.

## Funkcja specjalizowana
Można jawnie podać specjalizację szablonu dla konkretnych typów. Deklaracja funkcji specjalizowanej musi znajdować się przed jej wywołaniem, gdyż w przeciwnym wypadku zostanie wykorzystana funkcja szablonowa.
```
 
template
 
<
class
 
T
>

 
T
 
function
 
(
T
 
a
,
 
T
 
b
)

 
{

   
return
 
a
 
+
 
b
;

 
}

 

 
void
 
function
 
(
char
 
c
,
 
char
 
d
)

 
{

   
cout
 
<<
 
"
\n
podaj znak dla c: "
;

   
cin
 
>>
 
c
;

   
cout
 
<<
 
"
\n
podaj znak dla d: "
;

   
cin
 
>>
 
d
;

   
cout
 
<<
 
"
\n
podałeś znaki "
 
<<
 
c
 
<<
 
" i "
 
<<
 
d
 
<<
 
endl
;

 
}

 

 
main
()
 

 
{

   
int
 
a2
 
=
 
4
,
 
b2
 
=
 
5
;

   
cout
 
<<
 
function
 
(
a2
,
 
b2
);

   
char
 
c2
,
 
d2
;

   
function
 
(
c2
,
 
d2
);
          

 
}

```

## Właściwości
- W miejscach wywoływania funkcji szablonowej nie zawsze jest konieczne określanie parametrów szablonu, ponieważ zostanie podjęta próba ich określenia korzystając z typów parametrów aktualnych wywołania. W związku z tym zamiast pisać dodaj<int>(a, b), zwykle wystarczy samo dodaj(a, b) ponieważ kompilator zna typy zmiennych a i b i na tej podstawie spróbuje dopasować wywołanie odpowiedniej funkcji (niekoniecznie szablonowej).
- Podmiana parametrów formalnych podczas generowania funkcji szablonowej nie jest naiwna tzn. słowo określające parametr formalny zostanie podmienione na parametr aktualny tylko tam, gdzie jest ono użyte w kontekście typu. W szczególności nie zostaną podmienione wystąpienia słowa Typ w nazwach zmiennych, łańcuchach itp.